# Бехіс
Бехіс (ісп. Bejís) — муніципалітет в Іспанії, у складі автономної спільноти Валенсія, у провінції Кастельйон. Населення — 426 осіб (2010).

## Географія
Муніципалітет розташований на відстані близько 260 км на схід від Мадрида, 60 км на захід від міста Кастельйон-де-ла-Плана.
На території муніципалітету розташовані такі населені пункти: (дані про населення за 2010 рік)
- Артеас-де-Абахо: 18 осіб
- Бехіс: 370 осіб
- Масія-де-лос-Перес: 19 осіб
- Ріос-де-Абахо: 11 осіб
- Ріос-де-Арріба: 3 особи
- Артеас-де-Арріба: 5 осіб

## Демографія
Динаміка населення (INE ):

## Галерея зображень

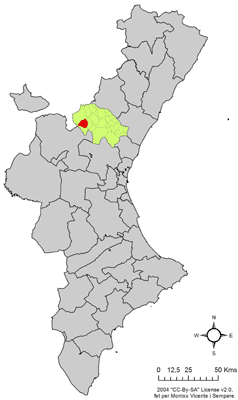
Розташування муніципалітету Бехіс у автономній спільноті Валенсія
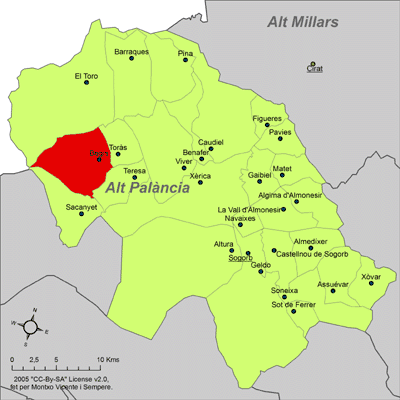
Розташування муніципалітету Бехіс у комарці Альто-Палансія